# VTB Arena
Pour les articles homonymes, voir Stade Dinamo.
La VTB Arena park (en russe : ВТБ Арена) est un complexe sportif omnisports basé à Moscou, en Russie. Il se trouve à l'ancien emplacement du Stade Dynamo, détruit en 2011.
Le complexe comprend un stade de football/omnisports et une patinoire de hockey sur glace.

## Architecture
La VTB Arena a été conçue initialement par l’architecte Erick van Egeraat.
La conception finale a été préparée par la firme américaine Manica Architecture. Par rapport à la conception initiale du projet, la conception finale du projet a perdu son toit rétractable et certaines caractéristiques de façade.

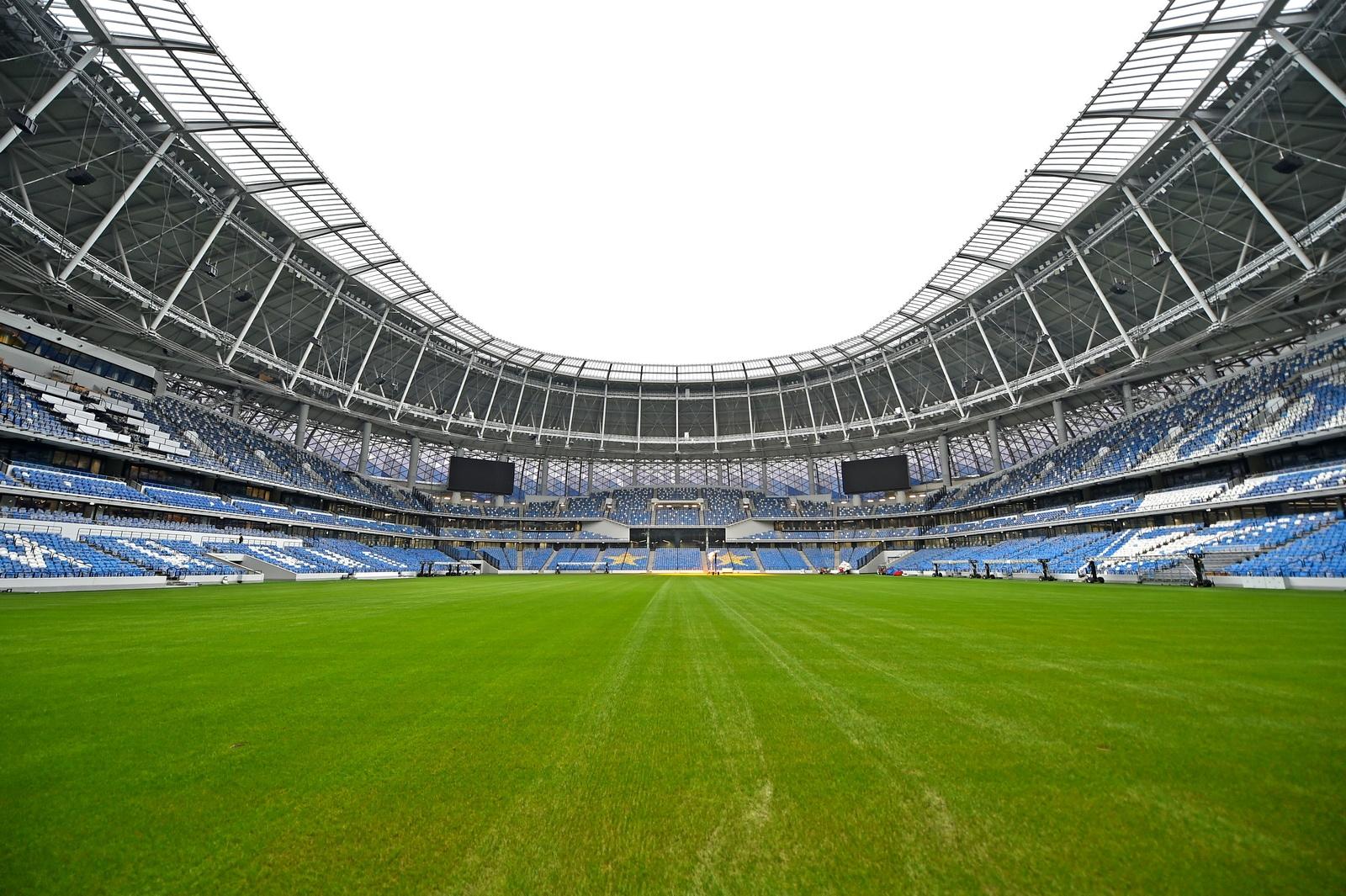
Le stade de football.
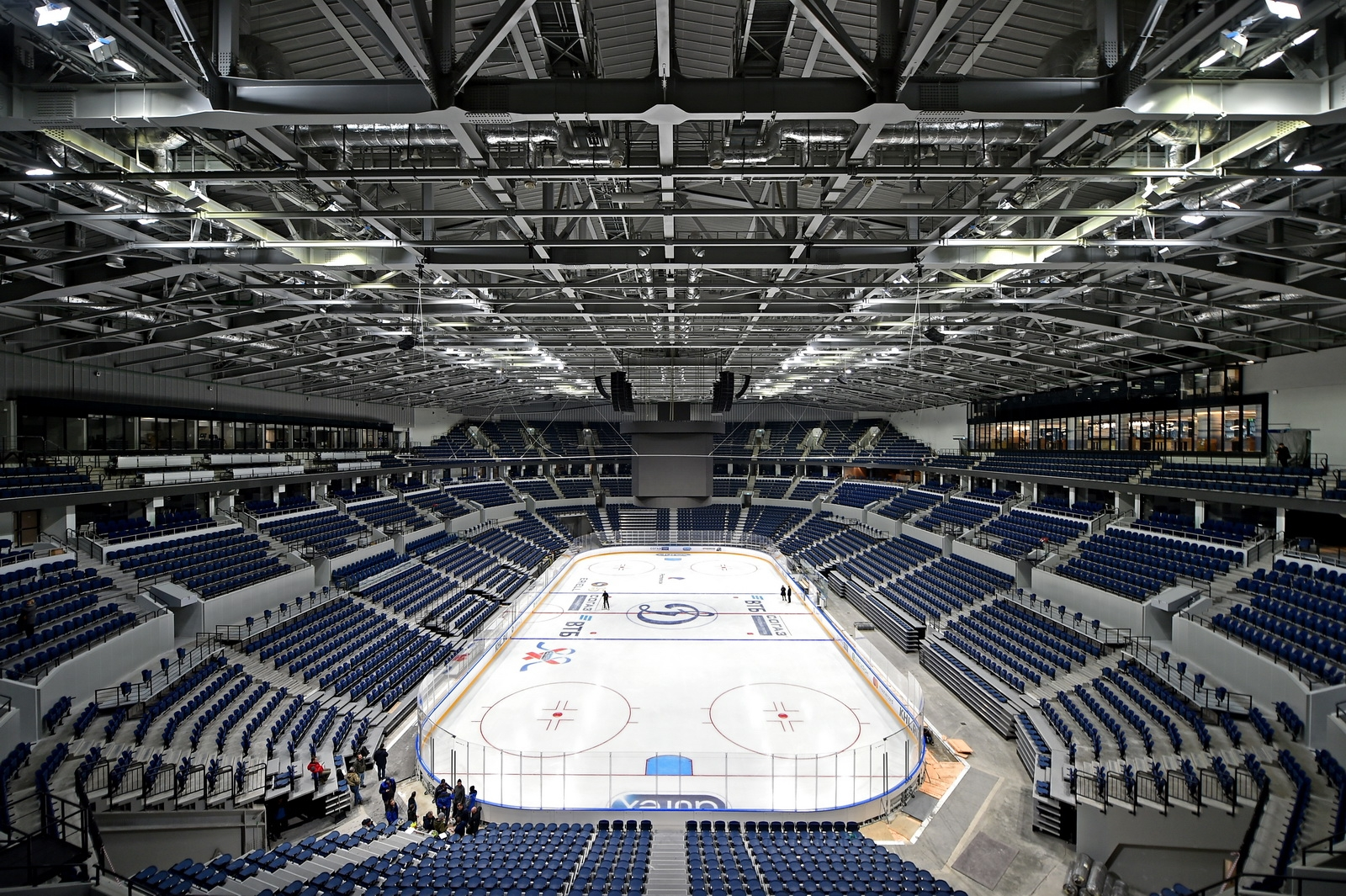
La patinoire de hockey sur glace.
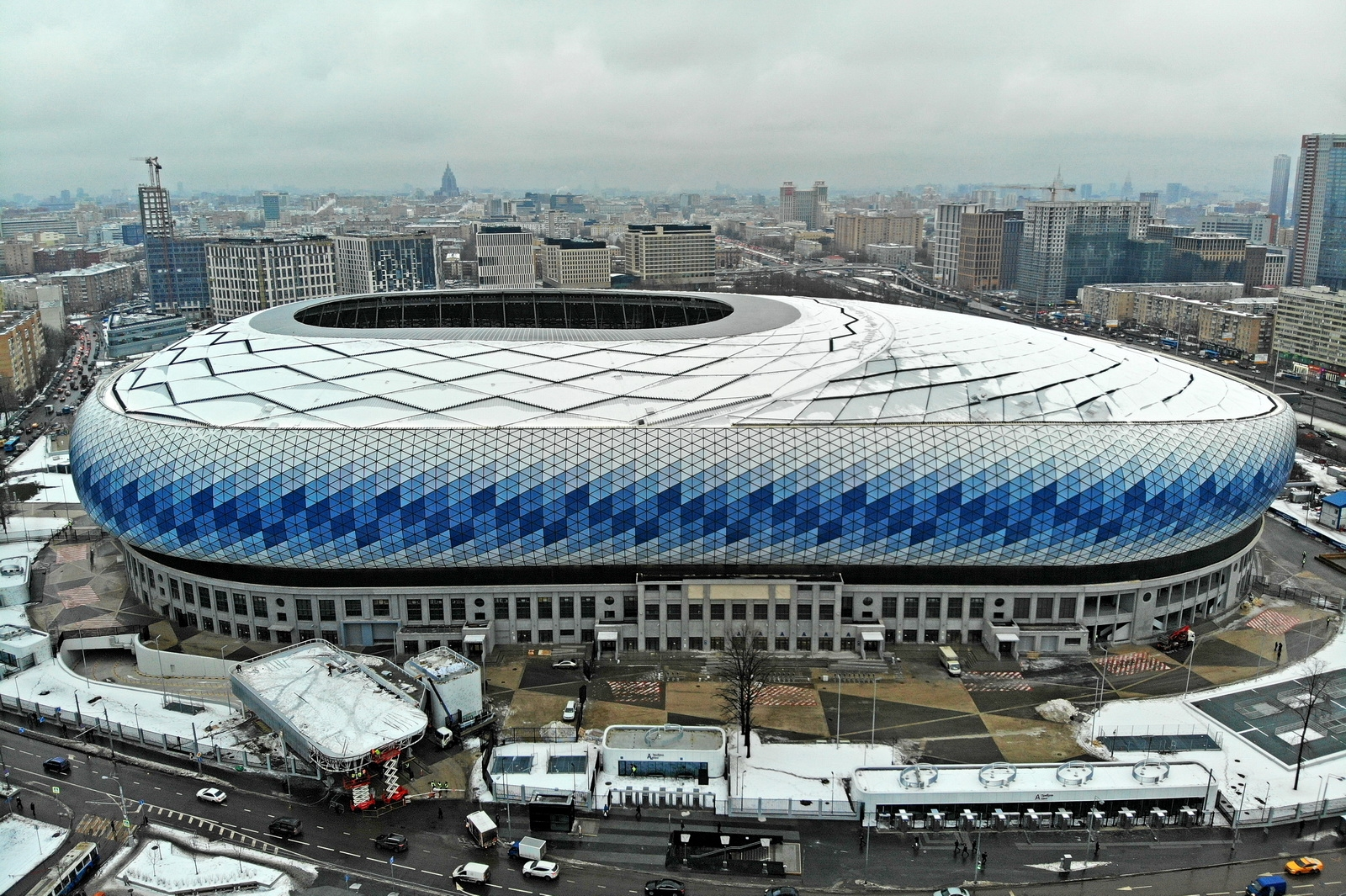
Vue générale de côté.
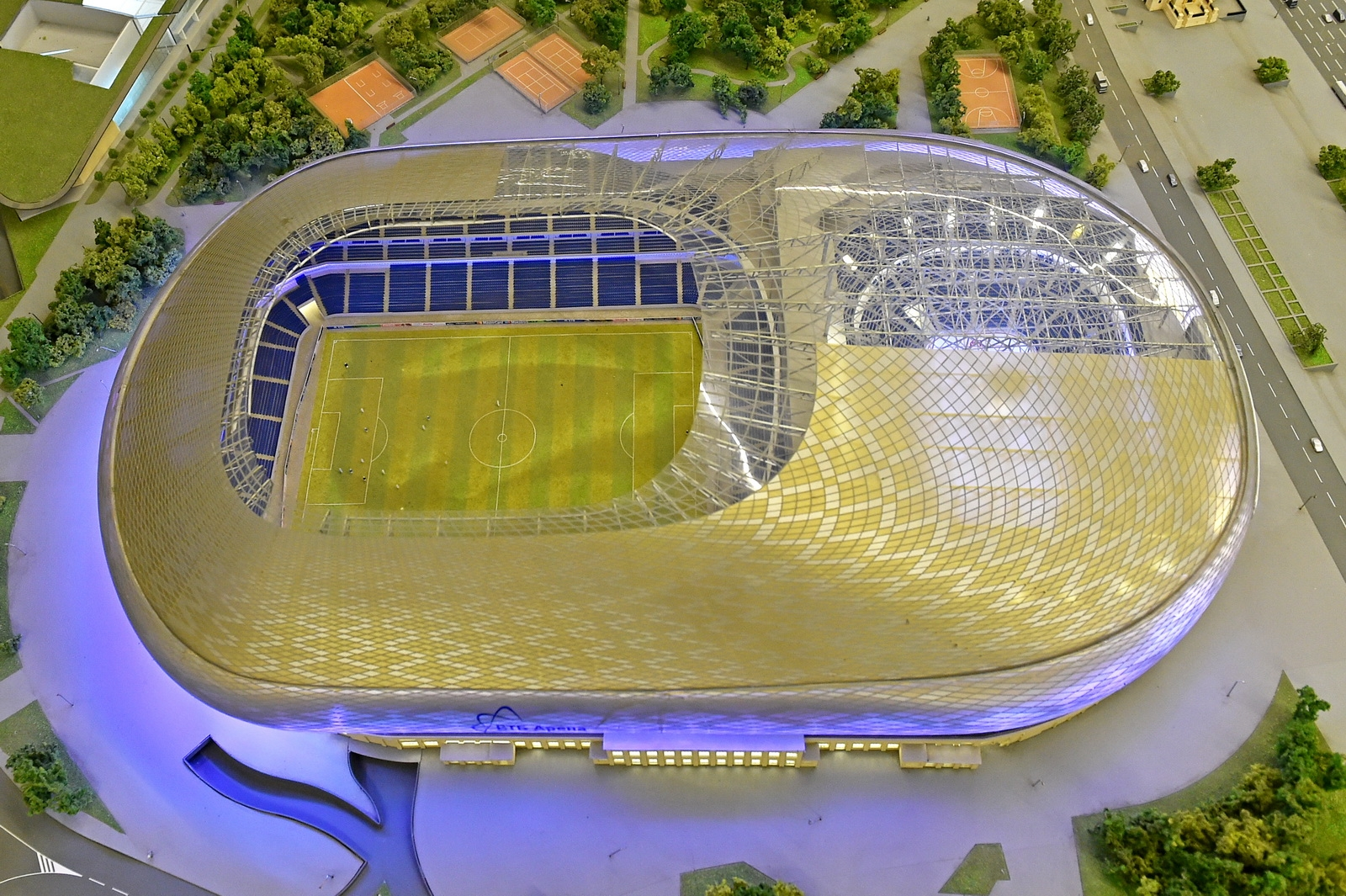
Premier modèle 3D du complexe.
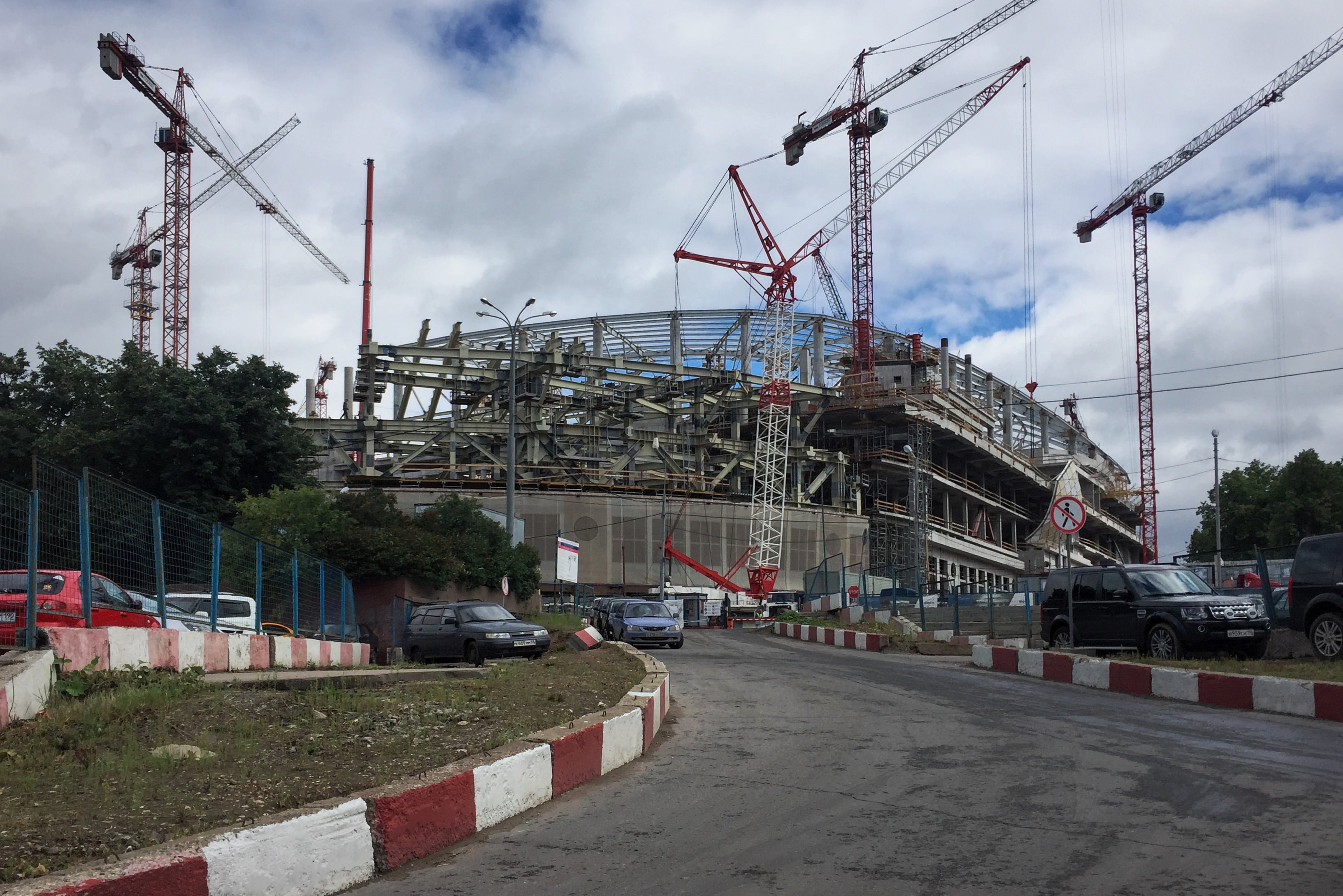
La construction.